# نطاق المستوى الأعلى
نطاق المستوى الأعلى أو النطاقات العلوية (TLD) هو أحد أعلى المستويات في نظام اسم النطاق الهرمي للإنترنت. ويعتبر الجزء الأخير من اسم أي النطاق، وهو التصنيف الأخير لاسم نطاق مؤهل بالكامل.
مثلاً، في النطاق www.example.com، فأن نطاق المستوى الأعلى هو com.

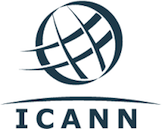
شعار شركة الإنترنت للأرقام والأسماء الممنوحة آيكان

إن مسؤولية إدارة معظم نطاقات المستوى الأعلى معطاة لمؤسسات محددة من قبل آيكان (ICANN)، والتي تدير أيانا (IANA)، وهي مسؤولة عن نظام أسماء النطاقات DNS.
تصنّف أيانا نطاقات المستوى الأعلى حسب المجموعات التالية:
1. نطاقات المستوى الأعلى لرمز الدولة (ccTLD).
2. نطاقات المستوى الأعلى العامة (gTLD).
3. نطاقات المستوى الأعلى التابعة لمنظمة أو هيئة عامة (sTLD).
4. نطاقات المستوى الأعلى غير التابعة لمنظمة أو هيئة عامة (uTLD).
5. نطاق المستوى الأعلى للبنية التحتية للإنترنت (.arpa)

| النطاق | المعنى                                         | مثال             |
| ------ | ---------------------------------------------- | ---------------- |
| com    | تجاري (commercial)                             | amazon.com       |
| edu    | تعليمي                                         | memphis.edu      |
| gov    | حكومي (تابع لجهة حكومية)                       | whitehouse.gov   |
| int    | منظمة دولية                                    | nato.int         |
| mil    | عسكري                                          | army.mil         |
| net    | متعلق بالشبكات، كمزود خدمة الإنترنت            | tedata.net       |
| org    | للمنظمات الحرة (العامة)، غالبها غير هادف للربح | egyptianrc.org   |
| co     | شركة                                           | smaat.co         |
| info   | توعوي/علمي                                     | saudi-banks.info |
| tv     | إعلامي                                         | twitch.tv        |

## التاريخ
نظمت مساحة المجال ذات المستوى الأعلى أساساً في ثلاث مجموعات رئيسية، وهي: البلدان، والفئات، والمنظمات المتعددة. بالإضافة إلى مجموعة مؤقتة إضافية من نظام أسماء النطاقات الأولي فقط، (arpa)، وكان مخصصًا للفترة الانتقالية حتى يُقر نظام اسم النطاق.

## الأنواع
اعتبارًا من عام 2015م، صنّفت أيانا نطاقات المستوى الأعلى حسب المجموعات التالية:
- نطاق المستوى الأعلى للبنية التحتية لإنترنت (ARPA): تتكون هذه المجموعة من نطاق واحد، وهو موجّه لعنوان ومسار معيّن. وتتم إدارته من قبل أيانا نيابةً عن مجموعة مهندسي شبكة الإنترنت.
- نطاقات المستوى الأعلى العامة (gTLD): نطاقات المستوى الأعلى المكونة من ثلاثة أحرف أو أكثر.
- نطاقات المستوى الأعلى العامة المقيدة (grTLD): تتم إدارة هذه النطاقات جهات معتمدة رسمياً من قبل آيكان.
- نطاقات المستوى الأعلى التابعة لمنظمة أو هيئة عامة (sTLD): تُقدّم هذه النطاقات وتستخدمها وكالات أو منظمات خاصة تضع وتنفذ قواعد تقيد الأهلية لاستخدام TLD.
- نطاقات المستوى الأعلى لرمز الدولة (ccTLD): يتم إنشاء نطاقات من حرفين للبلدان أو الأقاليم. مع بعض الاستثناءات التاريخية، يكون رمز أي إقليم هو نفس رمز ISO 3166 المكون من حرفين.
  - نطاقات المستوى الأعلى لرمز الدول الدولي (IDN ccTLD): وهي مكونة من أحرف غير اللاتينية (على سبيل المثال، العربية أو السيريلية أو العبرية أو الصينية).
- نطاقات المستوى الأعلى للتجارب (tTLD): يتم إنشاء هذه النطاقات تحت عنوان .test لأغراض الاختبار في عملية تطوير IDN؛ هذه المجالات غير موجودة في نظام أسماء النطاقات.

يتم تعيين البلدان في نظام أسماء النطاقات من خلال رمز البلد المكون من حرفين وفقًا للمنظمة الدولية للمعايير (ISO)، ولكن هناك استثناءات (على سبيل المثال، .uk).
تتألف نطاقات المستوى الأعلى العامة التي تم ذكرها من gov وedu وcom وmil وorg وnet. وأيضاً تم إضافة المزيد من نطاقات المستوى الأعلى العامة مثل .info

## نطاقات المستوى الأعلى للدول النامية
هي نطاقات لها اسم معيّن خصيصًا ليتم عرضه في تطبيقات المستفيد، مثل متصفح الويب، بالحروف الأبجدية للغة الأم، مثل الأبجدية العربية، أو نظام كتابة غير أبجدي، مثل الأحرف الصينية.
بدأت آيكان قبول طلبات نطاقات المستوى الأعلى للدول النامية في نوفمبر 2009، وطُبِّقت أول دفعة في نظام أسماء النطاقات في مايو 2010، وهي مجموعة من الأسماء العربية لبلدان مثل مصر والمملكة العربية السعودية والإمارات العربية المتحدة. وفي مايو 2010، قدمت 21 دولة عدة طلبات إلى آيكان، تمثّل 11 وثيقة.

## النطاقات التاريخية
في أواخر الثمانينات، أنشأ مركز معلومات الشبكة نطاق ناتو (nato) لاستخدامه من قبل حلف الناتو. اعتبر حلف الناتو آنذاك أنه لا يوجد نطاق مستوى أعلى يظهر بشكل كافٍ وضعهم كمنظمة دولية. بعد فترة وجيزة من إنشاء النطاق، أنشأ مركز معلومات الشبكة أيضًا نطاق مستوى أعلى دولي (TLD int) للاستخدام من قبل المنظمات الدولية بشكل عام. وفي نهاية المطاف، تم إزالة نطاق المستوى الأعلى-ناتو، ولم يعد يستخدم منذ يوليو 1996.

## الاستخدام التجاري لـمجالات المستوى الأعلى لكود البلد
قد قامت عدة دول صغيرة بترخيص نطاقاتها للاستخدام التجاري العام (الغير تابع للدولة)، مثل دولة نييوي، التي رخصت نطاق .nu
جزيرة توفالو عقدت اتفاقا مع شركة فيري ساين لبيع نطاقها .tv للمحطات التليفيزيونية، وولايات مكرونيسيا المتحدة، عقدت هي الأخرى أيضا اتفاقا على بيع نطاقها .fm لمحطات الراديو (المحطات الإذاعية). جزر كوكس أعلنت عن نطاقها .cc أنه نطاق الـ.com القادم، الذي حصل على شهرة عريضة، بسبب رخصه الشديد مقارنةً بنطاق .com.

## النطاقات العلوية العربية[9]
ضمن مشروع النطاقات العربية، تم تقديم مقترح لنطاقات علوية عربية:
| نطاق علوي باللغة الإنجليزية | مقترح1 حرف | مقترح2 جذر | مقترح3 كلمة |
| --------------------------- | ---------- | ---------- | ----------- |
| com                         | ش          | شرك        | شركة        |
| net                         | ك          | شبك        | شبكة        |
| edu                         | ت          | علم        | تعليمي      |
| gov                         | ح          | حكم        | حكومي       |
| org                         | م          | نظم        | منظمة       |
| mil                         | ع          | عسكر       | عسكري       |
| int                         | د          | دول        | دولي        |
| info                        | خ          | خبر أو طلع | إعلام       |